# Vaalsbroekermolen

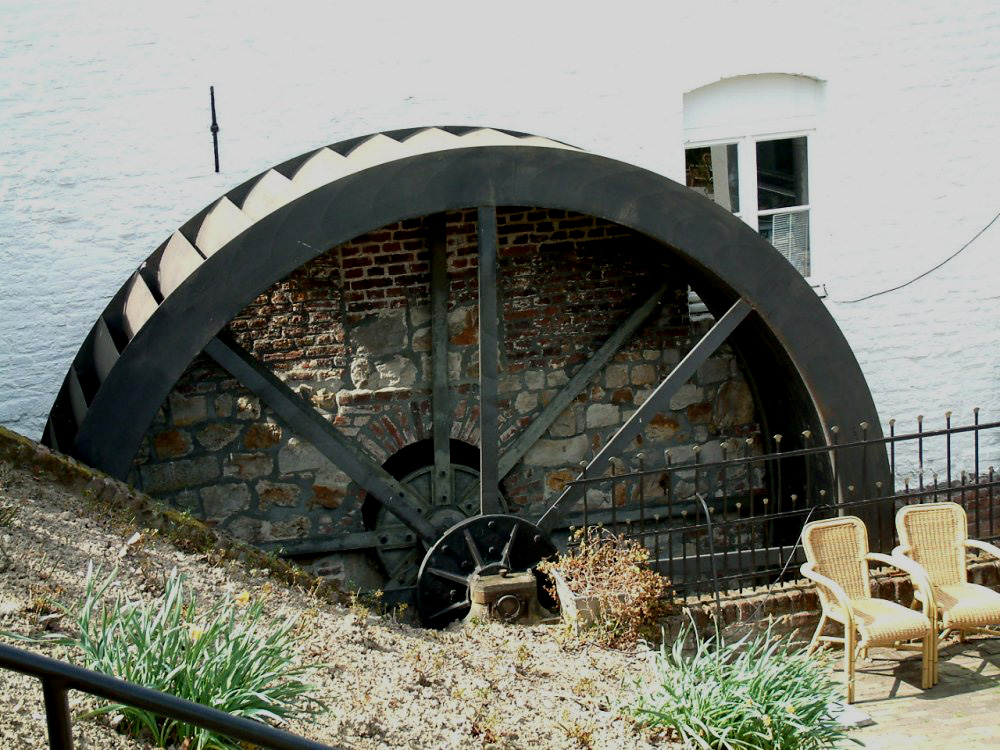
Het waterrad aan de achterzijde van het molengebouw

De Vaalsbroekermolen is gelegen in Vaals, aan de Provinciale weg Epen-Vaals bij kasteel Vaalsbroek. De molen is een middenslagmolen met een waterrad met een middellijn van 5,1 m en wordt aangedreven door water uit een vergaarvijver, gevoed door een groot aantal bronnen op het landgoed van het kasteel die deel uitmaken van de Zieversbeek.

## Historie
In 1614 verkocht de eigenaar van het huis Vaalsbroek de molen, die in de volgende anderhalve eeuw in verschillende handen zou blijven.  De geschiedenis van Vaalsbroek in zijn huidige vorm is nauw verbonden met de familie Von Clermont, lakenfabrikanten uit Aken. In de tweede helft van de achttiende verplaatste Johann Arnold von Clermont zijn bedrijfsactiviteiten naar Vaals. In 1761 kocht hij het in 1733 gebouwde huis Vaalsbroek, dat hij ingrijpend liet verbouwen. In 1768 kocht hij de watermolen.
Na zijn dood werd de molen vanaf het eerste decennium van de achttiende eeuw gebruikt om een spinmachine aan te drijven. De molen had in die tijd een soort middenslagrad zonder krop, de middellijn van het waterrad bedroeg 5,26 m. en de breedte 1,13 m. De Von Clermonts bleven eigenaar van het landgoed tot 1824,toen het werd verkocht aan Frederika Veronica Keller, de weduwe van Johann David Hasselbach te Aken en door overerving werd het in 1826 toegewezen aan haar dochter Sophia Wilhelmina Hasselbach, de echtgenote van Karl Heinrich von Görschen uit Aken. In 1857 kreeg Von Görschen van het provinciaal bestuur toestemming de molen te verbouwen tot graanmolen en in 1860 om een stoommachine te plaatsen. Tevens werd nog een ketelhuis met een klassieke vierkante schoorsteen gebouwd, die nu nog bestaat. Op het einde van de 19e eeuw werden de gebouwen van de spinnerij en de bij het complex behorende boerderij verbouwd tot huizen. Door verdere vererving kwam het landgoed in bezit van de familie von Mosel en hun Duitse erven, dit bleef zo tot na de Tweede Wereldoorlog. Na de oorlog werden hun bezittingen, inclusief molen, als vijandelijk vermogen geconfisqueerd door het Nederlands Beheersinstituut en verkocht aan de Stichting Beambtenfonds van de Staatsmijnen in Limburg. Dit fonds verkocht de boerderij en de molen met toebehoren aan Leon Hubert Schoonbroodt die al pachter was vanaf 1939.

## Verval en wederopbouw
De molen werd tot omstreeks 1960 gebruikt, voornamelijk voor de eigen meelvoorziening. In 1978 kwam het kasteel met daarbij de molen weer in bezit van de N.V. Nederlandse Staatsmijnen, waarna voor de molen echter een tijdperk van verval begon. Het moleninterieur, dat nog intact was, werd door vandalisme en onder weersinvloeden geheel vernield. In 1988 werd door een investeringsgroep op het terrein naast de molen een hotel gebouwd, waarvan de boerderij en het molengebouw als vleugel deel ging uitmaken. De molen werd gerestaureerd, de maalinrichting, voor zover nog aanwezig, en de dieselmotor bleven behouden en zodanig opgeknapt, dat de inrichting met de motor een deel konden blijven uitmaken van het interieur van het in het gebouw ingerichte restaurant. De oude vierkante schoorsteen van de stoommachine bleef eveneens gehandhaafd en het in verval geraakte waterrad werd geheel volgens de oorspronkelijke vorm vernieuwd.
Op het einde van 1989 werd de restauratie van de molen en het oude molengebouw voltooid.

## Noten

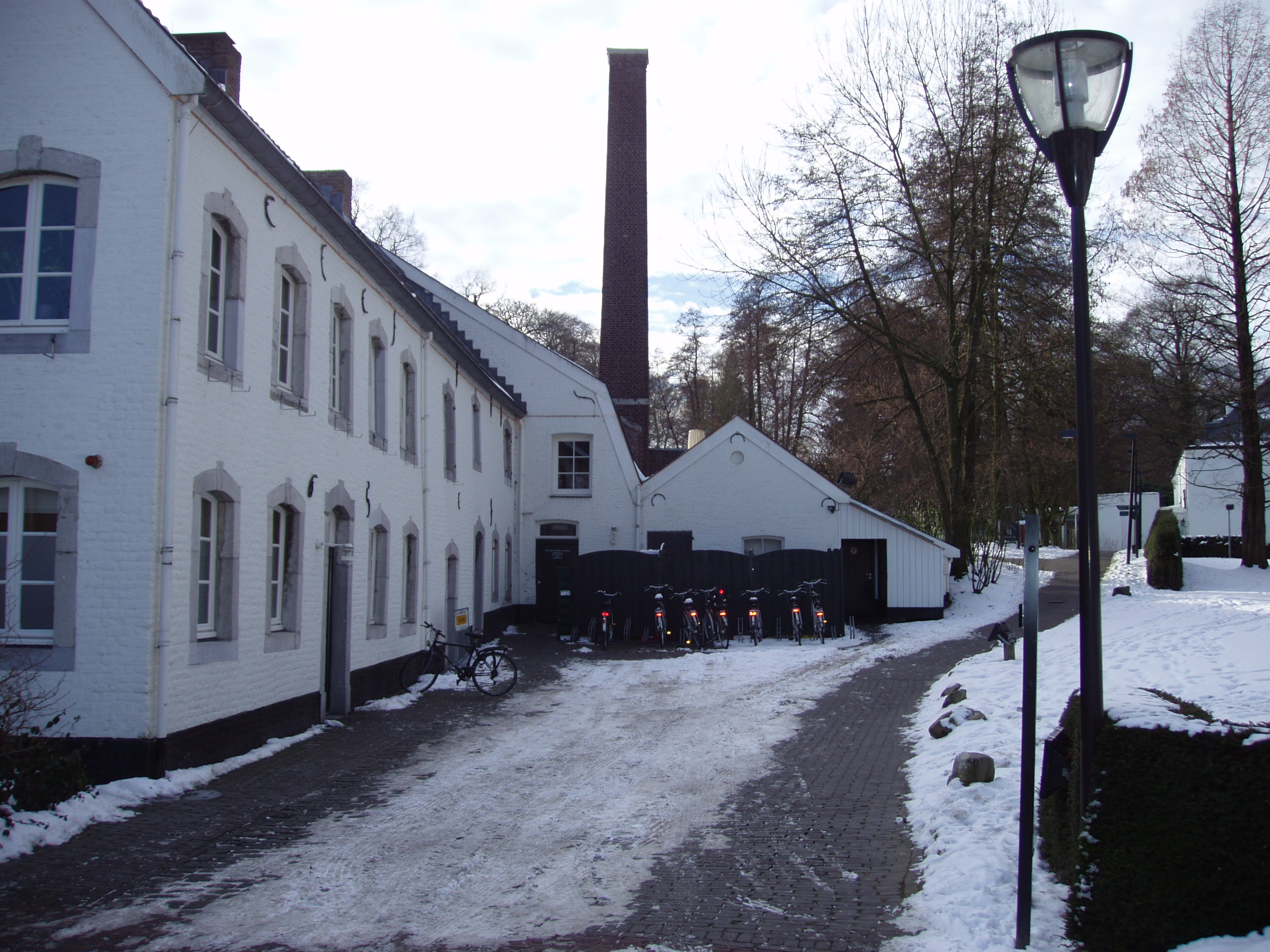
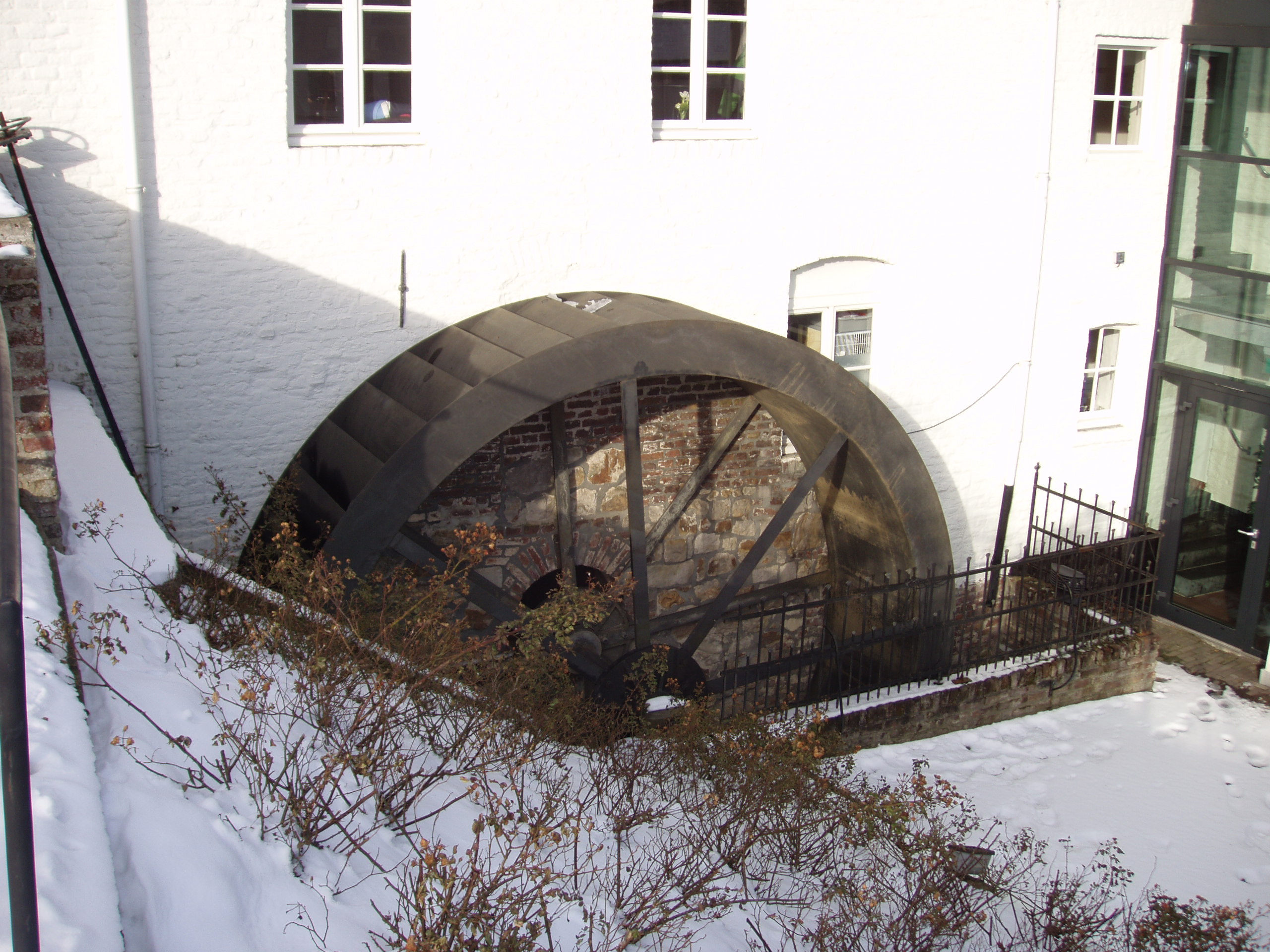
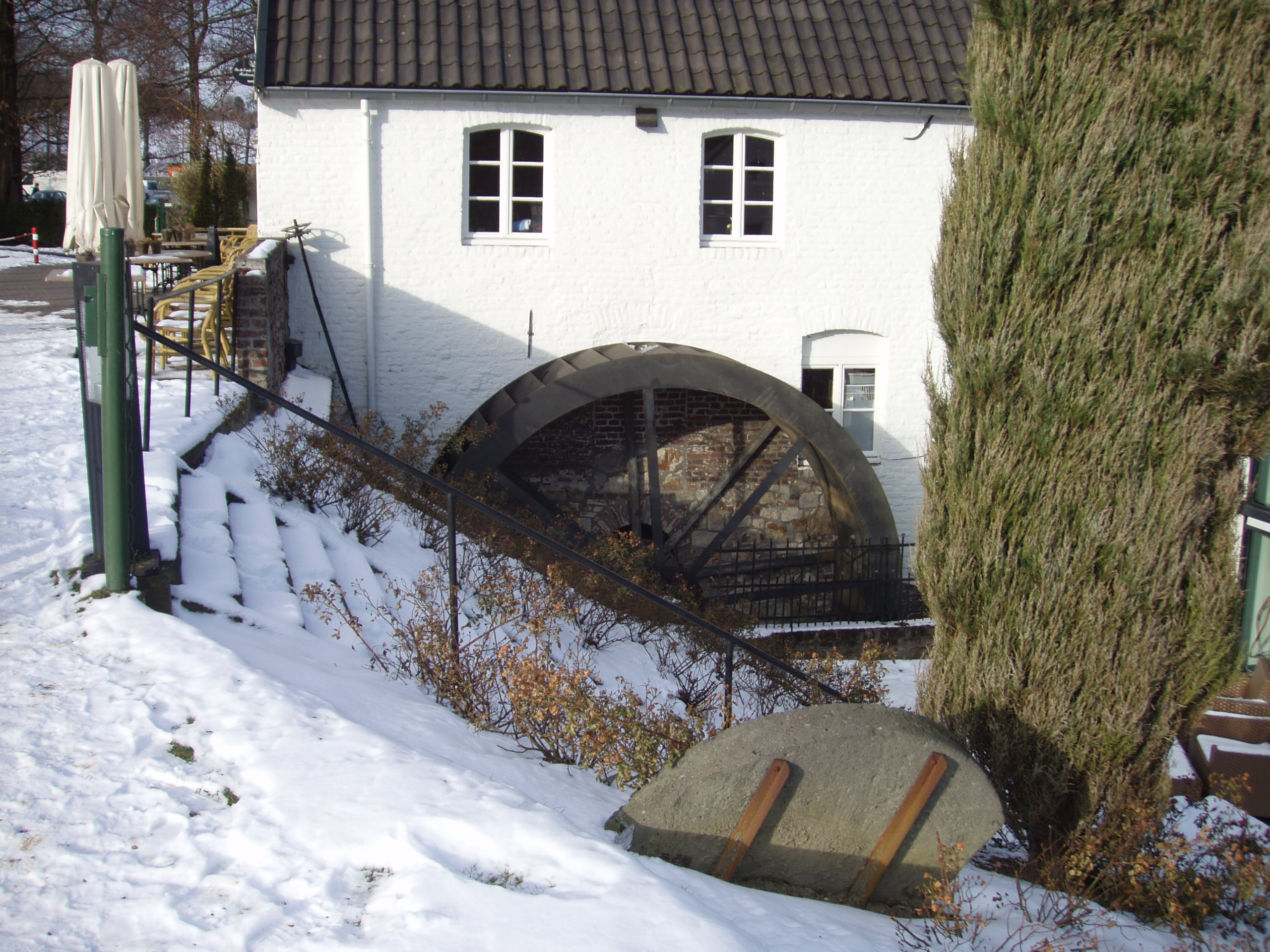
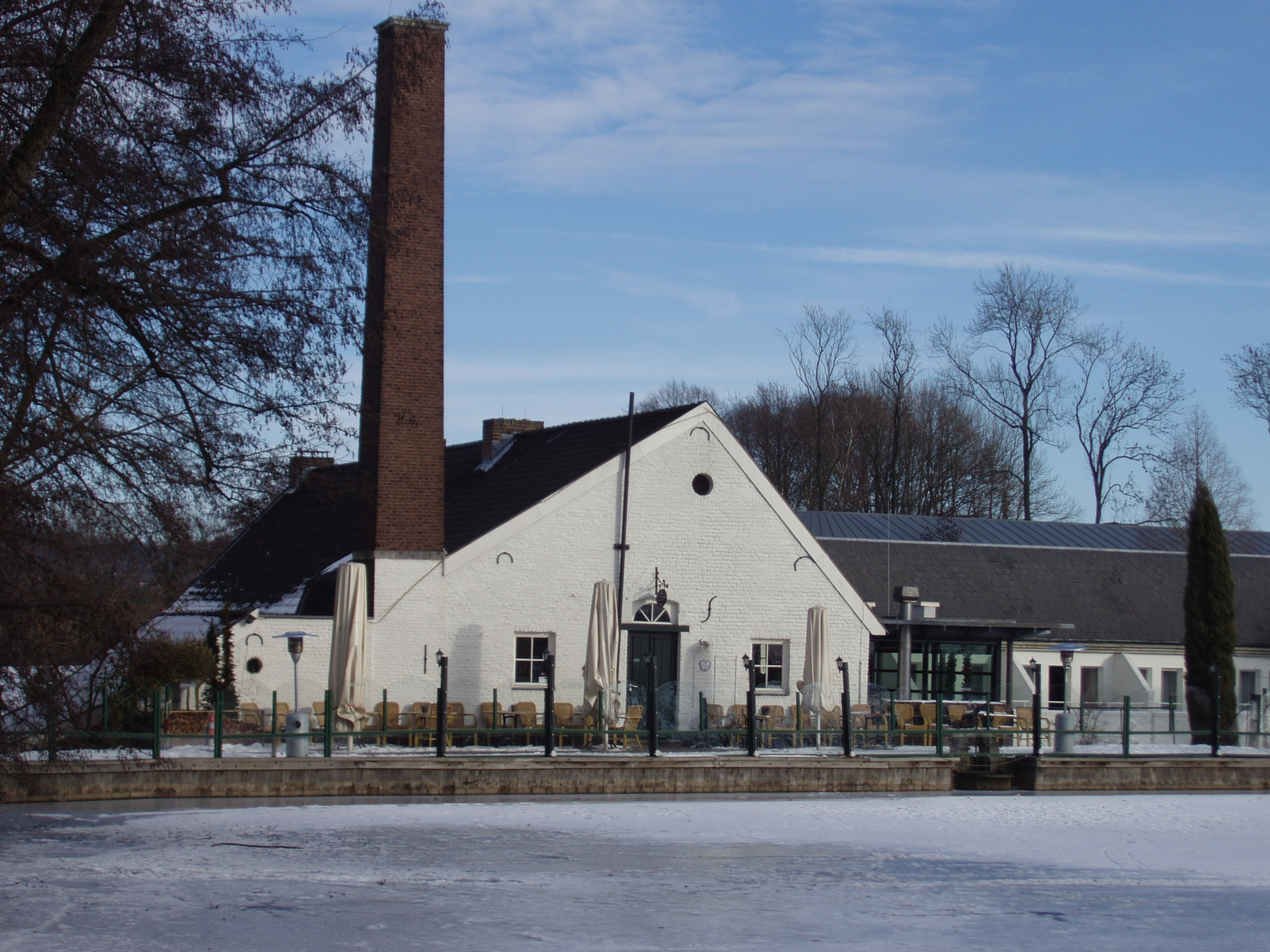